# Owen Wijndal
Owen Wijndal (Zaandam - 28 de novembro de 1999) é um futebolista profissional holandês que joga como lateral-esquerdo. Atualmente joga no Royal Antwerp, emprestado pelo Ajax e pela seleção holandesa.

## Carreira do clube

### AZ
Nascido em Zaandam, na Holanda do Norte, Wijndal ingressou na academia de juniores do AZ aos 10 anos, tendo anteriormente atuado nos times locais ZVV Zaandijk e HFC Haarlem. Ele foi promovido ao segundo time na temporada 2016–17 jogando na Tweede Divisie da terceira divisão. Em 4 de fevereiro de 2017, Wijndal fez sua estreia na equipe principal pelo AZ, começando com uma derrota em casa por 2–4 para o PSV Eindhoven na Eredivisie devido a lesões do titular Ridgeciano Haps e do reserva Thomas Ouwejan. O final da temporada 2016-17 viu o AZ terminar em sexto lugar e, assim, se classificar para os play-offs domésticos para a participação na terceira rodada de qualificação da Liga Europa na temporada seguinte. Eles acabaram perdendo o futebol europeu, perdendo para o FC Utrecht nos pênaltis, após duas mãos. Naquela temporada, Wijndal também fez 24 aparições no campeonato para as reservas da terceira divisão, ajudando-os a ganhar o título da terceira divisão e, assim, alcançar a promoção à segunda divisão do futebol holandês.
Durante a temporada 2017-18, Wijndal jogou no time titular com mais regularidade, fazendo sete jogos na liga. Para as reservas recém-promovidas, ele fez 16 partidas e marcou dois gols.  No final da temporada, ele assinou um novo contrato de cinco anos com o AZ em 22 de junho de 2018. Depois de lutar para entrar no primeiro time durante a temporada 2018-19, ele começou a jogar como titular regular durante a temporada 2019-20. Em 25 de julho de 2019, Wijndal também fez sua estreia na Liga Europa em um empate em casa por 0-0 contra o clube sueco BK Häcken. Ele marcou seu primeiro gol profissional em 7 de março de 2020 em uma vitória de 4-0 na liga sobre o ADO Den Haag.

## Carreira internacional
Nasceu na Holanda, filha de mãe surinamesa e pai holandês. Wijndal é elegível para Suriname e Holanda. Ele representou a Holanda em todas as faixas etárias, de menores de 15 a 21 anos. Entre 2015 e 2016, ele fez 12 partidas pela seleção holandesa de sub-17, e participou do Campeonato da Europa de Sub-17 da UEFA de 2016 no Azerbaijão, onde fez cinco partidas. A seleção holandesa chegou às semifinais, onde ficou parada contra Portugal.
Wijndal foi titular regular da seleção holandesa de sub-19 entre 2016 e 2018, tendo feito 16 partidas pela equipe. No mesmo período, ele também jogou pela seleção sub-20 da Holanda. Em 31 de maio de 2019, Wijndal fez sua estreia pela equipe sub-21 da Holanda em um amistoso contra o México em Doetinchem, que terminou com uma vitória por 5 a 1 para os holandeses.
Wijndal foi convocado para a seleção principal da Holanda para os jogos da UEFA Nations League contra a Polônia e Itália em setembro de 2020.
Em 7 de outubro de 2020, ele fez sua primeira aparição pela Holanda no amistoso contra o México, que o México venceu por 1-0.
| time nacional | Ano   | Apps | Metas |
| ------------- | ----- | ---- | ----- |
| Países Baixos | 2020  | 4    | 0     |
| Países Baixos | 2021  | 7    | 0     |
| Total         | Total | 11   | 0     |